# Ensom Majestæt
Ensom Majestæt är en nunatak i Grönland (Kungariket Danmark).   Den ligger i kommunen Sermersooq, i den södra delen av Grönland, 500 km öster om huvudstaden Nuuk. Toppen på Ensom Majestæt är 1 474 meter över havet, eller 125 meter över den omgivande terrängen. Bredden vid basen är 2,0 km.
Terrängen runt Ensom Majestæt är huvudsakligen lite bergig.  Trakten runt Ensom Majestæt är nära nog obefolkad, med mindre än två invånare per kvadratkilometer. Det finns inga samhällen i närheten. Trakten runt Ensom Majestæt är permanent täckt av is och snö.